# Бюнсдорф (Рендсбург-Екернферде)
Бюнсдорф (нім. Bünsdorf) — громада в Німеччині, розташована в землі Шлезвіг-Гольштейн. Входить до складу району Рендсбург-Екернферде. Складова частина об'єднання громад Гюттенер-Берге.
Площа — 13,24 км2. Населення становить 621 ос. (станом на 31 грудня 2020).